# IC 5067
IC 5067 је емисиона маглина у сазвјежђу Лабуд која се налази на листи објеката дубоког неба у Индекс каталогу.
Деклинација објекта је + 44° 22' 0" а ректасцензија 20h 47m 50,0s. IC 5067 је још познат и под ознакама LBN 353, CED 183A, Pelican nebula.